# ソスラン・ジャナエフ
ソスラン・ジャナエフ（Soslan DZHANAEV、1987年3月13日 - ）は、ロシア・オルジョニキーゼ出身の元サッカー選手。現役時代のポジションはゴールキーパー。

## 経歴
PFC CSKAモスクワのアカデミー出身。2008年、スティペ・プレティコサのバックアップ要員としてFCスパルタク・モスクワへ移籍。2009年4月、プレティコサが怪我による長期離脱を余儀なくされ、ジャナエフはレギュラーに定着。開幕から振るわなかったチームが吹き返す原動力となり、同年9月にはA代表初招集が実現した。2010年前半はレギュラーを確保していたが、7月に入ってからはセルゲイ・ペスヤコフにポジションを譲る機会が増え、同年8月、FCテレク・グロズヌイへ1年半のレンタル移籍が発表された。2014年、FCロストフへ移籍。2017年、FCルビン・カザンへ移籍。2019年2月27日、ポーランドのミェジ・レグニツァに移籍した。同年7月16日、PFCソチへ移籍した。2023年8月29日、FCバルチカ・カリーニングラードに移籍した。

## 所属クラブ
- PFC CSKAモスクワ 2005-2006
- KAMAZナーベレジヌイェ・チェルヌイ 2007
- FCスパルタク・モスクワ 2008-2013

→  FCテレク・グロズヌイ 2010-2012 (loan)
→  FCアラニア・ウラジカフカス 2013 (loan)
- FCロストフ 2014-2017
- FCルビン・カザン 2017-2018
- ミェジ・レグニツァ 2019
- PFCソチ 2019-2023
- FCバルチカ・カリーニングラード 2023-2024